# 安徽省广德市第三中学
安徽省广德市第三中学（简称广德三中或三中）位于安徽省宣城市广德市桃州镇233国道附近，是一所高级中学。

## 现状
学校占地320余亩。2022年，学校有学生2200名，教职工158人。155名专任教师中，教育硕士6人，高级教师51人，是全市师资力量最雄厚的学校之一，主要职能及服务内容是教育教学。